# Spezia Calcio 2021-2022
Questa voce raccoglie le informazioni riguardanti lo Spezia Calcio nelle competizioni ufficiali della stagione 2021-2022.

## Stagione
A seguito del 15º posto ottenuto al termine della prima stagione in assoluto in massima serie, che ne hanno sancito una storica salvezza, i liguri si apprestano ad affrontare la loro seconda stagione 2021-2022 in Serie A; nel frattempo devono cambiare guida tecnica, passando dall'artefice della storica promozione in Serie A Vincenzo Italiano, all'italo-brasiliano Thiago Motta, già protagonista della breve e finora unica esperienza come tecnico di un club di Serie A, maturata sulla panchina del Genoa all'inizio della stagione 2019-2020, dove aveva rimpiazzato l'esonerato Aurelio Andreazzoli e che successivamente venne sostituito a sua volta da Davide Nicola. Gli aquilotti ottengono una nuova salvezza raccogliendo 36 punti, 16 nel girone di andata e 20 nel girone di ritorno, festeggiando il mantenimento della massima categoria con una giornata di anticipo, grazie alla vittoria (2-3) di Udine. Daniele Verde con 8 reti firmate è stato il miglior realizzatore spezzino. Il cammino dello Spezia in Coppa Italia inizia ad agosto nei trentaduesimi, nei quali supera (1-3) il Pordenone, poi nei sedicesimi a dicembre conclude il torneo perdendo (0-2) con il Lecce.

## Divise e sponsor
| Casa | Trasferta | Terza divisa | 1ª portiere |

## Organigramma societario
Area direttiva
- Presidente: Philip Raymond Platek Jr.
- Consiglio di Amministrazione: Philip Raymond Platek Jr., Amanda Marie Platek, Caroline Aurora Platek, Robert Michael Platek
- Amministratore Delegato: Nicolò Peri, Nishant Tella
- Società di revisione: Baker Tilly Revisa
- Chief Football Operations Officer: Riccardo Pecini

Area organizzativa
- Segretario Sportivo: Carmine Anzivino
- Addetto Arbitro: Luca Maggiani
- Responsabile Tecnico Scuola Calcio: Nicola Padoin
- Responsabile Attività di base: Paolo Rovani
- Direzione Organizzativa: Pierfrancesco Visci
- Responsabile Infrastrutture: Riccardo Lazzini
- Progetto etico e SLO: Luca Maggiani

Area amministrativa
- Responsabile amministrativo, finanza e controllo: Nicolò Peri

Area comunicazione e marketing
- Responsabile Comunicazione e Ufficio Stampa: Gianluca Parenti
- Responsabile Ufficio Marketing e Commerciale: Lorenzo Ferretti

Area tecnica
- Allenatore: Thiago Motta
- Vice Allenatore: Alexandre Hugeux
- Collaboratori tecnici: Simon Colinet, Alfred Dossou-Yovo
- Preparatori atletici: Simone Lorieri, Luca Picasso
- Osservatori: Flavio Augusto Francisco Garcia, Alessandro Colasante

Area sanitaria
- Responsabile Sanitario: Vincenzo Salini

## Rosa
Aggiornata al 28 settembre 2021.
| N. |                        | Ruolo | Calciatore        |
| -- | ---------------------- | ----- | ----------------- |
| 1  | Paesi Bassi (bandiera) | P     | Jeroen Zoet       |
| 6  | Marocco (bandiera)     | C     | Mehdi Bourabia    |
| 7  | Italia (bandiera)      | D     | Jacopo Sala       |
| 8  | Ucraina (bandiera)     | C     | Viktor Kovalenko  |
| 9  | Slovacchia (bandiera)  | A     | Samuel Mráz       |
| 9  | Albania (bandiera)     | A     | Rey Manaj         |
| 10 | Italia (bandiera)      | A     | Daniele Verde     |
| 11 | Ghana (bandiera)       | A     | Emmanuel Gyasi    |
| 12 | Italia (bandiera)      | D     | Luca Vignali      |
| 13 | Polonia (bandiera)     | D     | Arkadiusz Reca    |
| 14 | Polonia (bandiera)     | D     | Jakub Kiwior      |
| 15 | Bulgaria (bandiera)    | D     | Petko Hristov     |
| 17 | Israele (bandiera)     | A     | Suf Podgoreanu    |
| 18 | Angola (bandiera)      | A     | M'Bala Nzola      |
| 19 | Gambia (bandiera)      | A     | Ebrima Colley     |
| 20 | Italia (bandiera)      | C     | Simone Bastoni    |
| 21 | Spagna (bandiera)      | D     | Salvador Ferrer   |
| 22 | Francia (bandiera)     | A     | Janis Antiste     |
| 23 | Italia (bandiera)      | C     | Alessandro Bordin |

| N. |                                 | Ruolo | Calciatore          |
| -- | ------------------------------- | ----- | ------------------- |
| 25 | Italia (bandiera)               | C     | Giulio Maggiore (C) |
| 27 | Francia (bandiera)              | D     | Kelvin Amian        |
| 28 | Croazia (bandiera)              | D     | Martin Erlić        |
| 29 | Italia (bandiera)               | A     | Eddie Salcedo       |
| 31 | Svezia (bandiera)               | C     | Aimar Sher          |
| 33 | Italia (bandiera)               | D     | Lorenzo Colombini   |
| 33 | Colombia (bandiera)             | C     | Kevin Agudelo       |
| 39 | Francia (bandiera)              | D     | Aurélien Nguiamba   |
| 40 | Bosnia ed Erzegovina (bandiera) | P     | Petar Zovko         |
| 43 | Grecia (bandiera)               | D     | Dīmītrīs Nikolaou   |
| 44 | Slovacchia (bandiera)           | A     | Dávid Strelec       |
| 76 | Italia (bandiera)               | C     | Dennis Deloriè      |
| 77 | Italia (bandiera)               | D     | Nicolò Bertola      |
| 80 | Italia (bandiera)               | C     | Niccolò Pietra      |
| 86 | Italia (bandiera)               | C     | Ayoub Afi           |
| 88 | Brasile (bandiera)              | C     | Léo Sena            |
| 94 | Italia (bandiera)               | P     | Ivan Provedel       |
| 97 | Italia (bandiera)               | D     | Filippo Scieuzo     |
| 99 | Italia (bandiera)               | A     | Diego Zuppel        |

## Calciomercato

### Sessione estiva(dal 01/07 al 31/08)
| Acquisti         | Acquisti               | Acquisti          | Acquisti                         |
| R.               | Nome                   | da                | Modalità                         |
| ---------------- | ---------------------- | ----------------- | -------------------------------- |
| P                | Petar Zovko            | Sampdoria         | svincolato                       |
| D                | Kelvin Amian           | Tolosa            | definitivo                       |
| D                | Petko Hristov          | Fiorentina        | definitivo                       |
| D                | Jakub Kiwior           | Žilina            | definitivo                       |
| D                | Dīmītrīs Nikolaou      | Empoli            | definitivo                       |
| D                | Arkadiusz Reca         | Atalanta          | prestito                         |
| C                | Kevin Agudelo          | Genoa             | rinnovo prestito                 |
| C                | Mehdi Bourabia         | Sassuolo          | prestito                         |
| C                | Léo Sena               | Atlético Mineiro  | riscatto cartellino              |
| C                | Aimar Sher             | Hammarby          | definitivo                       |
| A                | Janis Antiste          | Tolosa            | definitivo                       |
| A                | Ebrima Colley          | Atalanta          | prestito con diritto di riscatto |
| A                | Sveinn Aron Guðjohnsen | Odense            | fine prestito                    |
| A                | Viktor Kovalenko       | Atalanta          | prestito                         |
| A                | Rey Manaj              | Barcellona        | prestito                         |
| A                | Samuel Mráz            | Empoli            | definitivo                       |
| A                | Suf Podgoreanu         | Roma              | definitivo                       |
| A                | Eddie Salcedo          | Inter             | prestito                         |
| A                | Dávid Strelec          | Slovan Bratislava | definitivo                       |
| A                | Diego Zuppel           | Arezzo            | definitivo                       |
| Altre operazioni |                        |                   |                                  |
| R.               | Nome                   | da                | Modalità                         |
| D                | Lorenzo Colombini      | Novara            | fine prestito                    |
| D                | Emil Holm              | SønderjyskE       | definitivo                       |
| C                | Alessandro Bordin      | Casertana         | fine prestito                    |
| C                | Matteo Figoli          | Pergolettese      | fine prestito                    |
| C                | Emil Kornvig           | Lyngby            | definitivo                       |
| A                | Ognjen Stijepović      | Sampdoria         | definitivo                       |

| Cessioni         | Cessioni               | Cessioni          | Cessioni       |
| R.               | Nome                   | a                 | Modalità       |
| ---------------- | ---------------------- | ----------------- | -------------- |
| P                | Titas Krapikas         | Ternana           | definitivo     |
| D                | Julian Chabot          | Sampdoria         | fine prestito  |
| D                | Cristian Dell'Orco     | Sassuolo          | fine prestito  |
| D                | Ardian Ismajli         | Empoli            | definitivo     |
| D                | Riccardo Marchizza     | Sassuolo          | fine prestito  |
| D                | Federico Mattiello     | Atalanta          | fine prestito  |
| D                | Claudio Terzi          |                   | fine contratto |
| D                | Luca Vignali           | Como              | prestito       |
| C                | Lucien Agoumé          | Inter             | fine prestito  |
| C                | Nahuel Estévez         | Estudiantes (LP)  | fine prestito  |
| C                | Tommaso Pobega         | Milan             | fine prestito  |
| C                | Matteo Ricci           |                   | fine contratto |
| C                | Riccardo Saponara      | Fiorentina        | fine prestito  |
| A                | Diego Farias           | Cagliari          | fine prestito  |
| A                | Andrej Gălăbinov       |                   | fine contratto |
| A                | Sveinn Aron Guðjohnsen | Elfsborg          | definitivo     |
| A                | Samuel Mráz            | Slovan Bratislava | prestito       |
| A                | Roberto Piccoli        | Atalanta          | fine prestito  |
| Altre operazioni |                        |                   |                |
| R.               | Nome                   | a                 | Modalità       |
| D                | Lorenzo Colombini      | Giana Erminio     | fine prestito  |
| D                | Emil Holm              | SønderjyskE       | prestito       |
| C                | Alessandro Bordin      | Fidelis Andria    | definitivo     |
| C                | Matteo Figoli          | Carrarese         | prestito       |
| C                | Emil Kornvig           | SønderjyskE       | prestito       |
| A                | Ognjen Stijepović      | Pistoiese         | prestito       |

## Risultati

### Serie A

#### Girone di andata
| Arbitro: | Fourneau (Roma) |

|                            |           |                         |
| João Pedro 62’, 66’ (rig.) | Marcatori | 7’ Gyasi 58’ S. Bastoni |

| Arbitro: | Dionisi (L'Aquila) |

|                                                                        |           |          |
| Immobile 5’, 15’, 45+2’ Felipe Anderson 47’ Hysaj 70’ Luis Alberto 85’ | Marcatori | 4’ Verde |

| Arbitro: | Guida (Torre Annunziata) |

|  |           |               |
|  | Marcatori | 89’ Samardžić |

| Arbitro: | Abisso (Palermo) |

|               |           |                               |
| Ceccaroni 59’ | Marcatori | 13’ S. Bastoni 90+4’ Bourabia |

| Arbitro: | Aureliano (Bologna) |

|                       |           |                                 |
| Gyasi 33’ Antiste 49’ | Marcatori | 28’ Kean 66’ Chiesa 72’ De Ligt |

| Arbitro: | Manganiello (Pinerolo) |

|           |           |                      |
| Verde 80’ | Marcatori | 48’ Maldini 86’ Díaz |

| Arbitro: | Camplone (Pescara) |

|                                              |           |  |
| Simeone 4’ Faraoni 15’ Caprari 42’ Bessa 71’ | Marcatori |  |

| Arbitro: | Massa (Imperia) |

|                           |           |          |
| Strelec 51’ Kovalenko 76’ | Marcatori | 39’ Simy |

| Arbitro: | Piccinini (Forlì) |

|                               |           |             |
| Gyasi 15’ (aut.) Candreva 36’ | Marcatori | 90+5’ Verde |

| Arbitro: | Massa (Imperia) |

|                   |           |                     |
| Sirigu 66’ (aut.) | Marcatori | 86’ (rig.) Criscito |

| Arbitro: | Giua (Olbia) |

|                               |           |  |
| Vlahović 44’ (rig.), 62’, 74’ | Marcatori |  |

| Arbitro: | Orsato (Schio) |

|          |           |  |
| Sala 58’ | Marcatori |  |

| Arbitro: | Abisso (Palermo) |

|                                                                |           |                  |
| Pašalić 18’, 41’ Zapata 38’ (rig.) Muriel 83’ Malinovs'kyj 89’ | Marcatori | 11’, 90+1’ Nzola |

| Arbitro: | Massimi (Termoli) |

|  |           |                       |
|  | Marcatori | 83’ (rig.) Arnautović |

| Arbitro: | Ghersini (Genova) |

|                                     |           |  |
| Gagliardini 36’ Martínez 58’ (rig.) | Marcatori |  |

| Arbitro: | Maresca (Napoli) |

|                     |           |                    |
| Manaj 35’ Gyasi 47’ | Marcatori | 66’, 79’ Raspadori |

| Arbitro: | Prontera (Bologna) |

|                        |           |  |
| Smalling 6’ Ibañez 56’ | Marcatori |  |

| Arbitro: | Maggioni (Lecco) |

|                      |           |                     |
| Marchizza 50’ (aut.) | Marcatori | 71’ (aut.) Nikolaou |

| Arbitro: | Massimi (Termoli) |

|  |           |                       |
|  | Marcatori | 37’ (aut.) Juan Jesus |

#### Girone di ritorno
| Arbitro: | Mariani (Aprilia) |

|           |           |                  |
| Erlić 85’ | Marcatori | 59’, 70’ Caprari |

| Arbitro: | Guida (Torre Annunziata) |

|  |           |                |
|  | Marcatori | 14’ S. Bastoni |

| Arbitro: | Serra (Torino) |

|            |           |                         |
| Leão 45+1’ | Marcatori | 64’ Agudelo 90+6’ Gyasi |

| Arbitro: | Manganiello (Pinerolo) |

|           |           |  |
| Verde 69’ | Marcatori |  |

| Arbitro: | Valeri (Roma) |

|               |           |                                   |
| Verdi 3’, 16’ | Marcatori | 12’ (rig.) Manaj 30’ (rig.) Verde |

| Arbitro: | Marchetti (Ostia Lido) |

|             |           |                        |
| Agudelo 74’ | Marcatori | 42’ Piątek 89’ Amrabat |

| Arbitro: | Marinelli (Tivoli) |

|                     |           |           |
| Arnautović 40’, 84’ | Marcatori | 11’ Manaj |

| Arbitro: | Fabbri (Ravenna) |

|  |           |                      |
|  | Marcatori | 90+9’ (rig.) Abraham |

| Arbitro: | Fourneau (Roma) |

|            |           |  |
| Morata 21’ | Marcatori |  |

| Arbitro: | Orsato (Schio) |

|                     |           |  |
| Erlić 55’ Manaj 74’ | Marcatori |  |

| Arbitro: | Volpi (Arezzo) |

|                                                |           |           |
| Berardi 17’ (rig.), 48’ Ayhan 78’ Scamacca 81’ | Marcatori | 36’ Verde |

| Arbitro: | Doveri (Roma) |

|             |           |  |
| Gyasi 90+4’ | Marcatori |  |

| Empoli 9 aprile 2022, ore 15:00 CEST 32ª giornata | Empoli             | 0 – 0 referto | Spezia | Stadio Carlo Castellani (8 123 spett.)\| Arbitro: \| Ayroldi (Molfetta) \| |
| Arbitro:                                          | Ayroldi (Molfetta) |               |        |                                                                            |

| Arbitro: | Maresca (Napoli) |

|              |           |                                         |
| Maggiore 88’ | Marcatori | 31’ Brozović 73’ Martínez 90+3’ Sánchez |

| Arbitro: | Ghersini (Genova) |

|                      |           |                    |
| Lukić 4’ (rig.), 69’ | Marcatori | 90+7’ (rig.) Manaj |

| Arbitro: | Pairetto (Nichelino) |

|                                  |           |                                                                         |
| Amian 9’ Agudelo 35’ Hristov 56’ | Marcatori | 33’ (rig.) Immobile 54’ (aut.) Provedel 68’ Milinković-Savić 90’ Acerbi |

| Arbitro: | Maresca (Napoli) |

|           |           |                                     |
| Verde 30’ | Marcatori | 16’ Muriel 73’ Djimsiti 87’ Pašalić |

| Arbitro: | Aureliano (Bologna) |

|                             |           |                                    |
| Molina 26’ Pablo Marí 90+4’ | Marcatori | 35’ Verde 45+3’ Gyasi 47’ Maggiore |

| Arbitro: | Marchetti (Ostia Lido) |

|  |           |                                     |
|  | Marcatori | 4’ Politano 25’ Zieliński 36’ Demme |

### Coppa Italia

#### Turni eliminatori
| Arbitro: | Ghersini (Genova) |

|                       |           |                                            |
| Folorunsho 51’ (rig.) | Marcatori | 39’ Erlić 45+3’ Nikolaou 83’ (rig.) Colley |

| Arbitro: | Marini (Roma) |

|  |           |                              |
|  | Marcatori | 43’ Listkowski 55’ Calabresi |

## Statistiche

### Statistiche di squadra
| Competizione | Punti | In casa | In casa | In casa | In casa | In casa | In casa | In trasferta | In trasferta | In trasferta | In trasferta | In trasferta | In trasferta | Totale | Totale | Totale | Totale | Totale | Totale | DR  |
| Competizione | Punti | G       | V       | N       | P       | Gf      | Gs      | G            | V            | N            | P            | Gf           | Gs           | G      | V      | N      | P      | Gf     | Gs     | DR  |
| ------------ | ----- | ------- | ------- | ------- | ------- | ------- | ------- | ------------ | ------------ | ------------ | ------------ | ------------ | ------------ | ------ | ------ | ------ | ------ | ------ | ------ | --- |
| Serie A      | 36    | 19      | 5       | 3       | 11      | 21      | 30      | 19           | 5            | 3            | 11           | 20           | 41           | 38     | 10     | 6      | 22     | 41     | 71     | -30 |
| Coppa Italia | -     | 1       | 0       | 0       | 1       | 0       | 2       | 1            | 1            | 0            | 0            | 3            | 1            | 2      | 1      | 0      | 1      | 3      | 3      | 0   |
| Totale       | -     | 20      | 5       | 3       | 11      | 21      | 32      | 20           | 6            | 3            | 11           | 23           | 42           | 40     | 11     | 6      | 23     | 44     | 74     | -30 |

### Andamento in campionato
| Giornata  | 1 | 2  | 3  | 4  | 5  | 6  | 7  | 8  | 9  | 10 | 11 | 12 | 13 | 14 | 15 | 16 | 17 | 18 | 19 | 20 | 21 | 22 | 23 | 24 | 25 | 26 | 27 | 28 | 29 | 30 | 31 | 32 | 33 | 34 | 35 | 36 | 37 | 38 |
| --------- | - | -- | -- | -- | -- | -- | -- | -- | -- | -- | -- | -- | -- | -- | -- | -- | -- | -- | -- | -- | -- | -- | -- | -- | -- | -- | -- | -- | -- | -- | -- | -- | -- | -- | -- | -- | -- | -- |
| Luogo     | T | T  | C  | T  | C  | C  | T  | C  | T  | C  | T  | C  | T  | C  | T  | C  | T  | C  | T  | C  | T  | T  | C  | T  | C  | T  | C  | T  | C  | T  | C  | T  | C  | T  | C  | C  | T  | C  |
| Risultato | N | P  | P  | V  | P  | P  | P  | V  | P  | N  | P  | V  | P  | P  | P  | N  | P  | N  | V  | P  | V  | V  | V  | N  | P  | P  | P  | P  | V  | P  | V  | N  | P  | P  | P  | P  | V  | P  |
| Posizione | 9 | 12 | 16 | 12 | 14 | 17 | 18 | 16 | 17 | 16 | 17 | 16 | 17 | 17 | 17 | 17 | 17 | 17 | 17 | 17 | 16 | 14 | 14 | 15 | 14 | 15 | 16 | 16 | 15 | 16 | 15 | 15 | 15 | 15 | 16 | 16 | 16 | 16 |

Fonte:  Serie A – Classifica, su legaseriea.it.
Legenda:

Luogo: C = Casa; T = Trasferta. Risultato: V = Vittoria; N = Pareggio; P = Sconfitta.

### Statistiche dei giocatori
| Giocatore     | Serie A  | Serie A | Serie A     | Serie A    | Coppa Italia | Coppa Italia | Coppa Italia | Coppa Italia | Totale   | Totale | Totale      | Totale     |
| Giocatore     | Presenze | Reti    | Ammonizioni | Espulsioni | Presenze     | Reti         | Ammonizioni  | Espulsioni   | Presenze | Reti   | Ammonizioni | Espulsioni |
| ------------- | -------- | ------- | ----------- | ---------- | ------------ | ------------ | ------------ | ------------ | -------- | ------ | ----------- | ---------- |
| A. Afi        | 0        | 0       | 0           | 0          | 0            | 0            | 0            | 0            | 0        | 0      | 0           | 0          |
| K. Agudelo    | 23       | 3       | 2           | 1          | 1            | 0            | 0            | 0            | 24       | 3      | 2           | 1          |
| K. Amian      | 32       | 1       | 9           | 2          | 1            | 0            | 0            | 0            | 33       | 1      | 9           | 2          |
| J. Antiste    | 18       | 1       | 0           | 0          | 1            | 0            | 0            | 0            | 19       | 1      | 0           | 0          |
| S. Bastoni    | 31       | 3       | 5           | 1          | 1            | 0            | 0            | 0            | 32       | 3      | 5           | 1          |
| N. Bertola    | 2        | 0       | 0           | 0          | 1            | 0            | 0            | 0            | 3        | 0      | 0           | 0          |
| A. Bordin     | 0        | 0       | 0           | 0          | 0            | 0            | 0            | 0            | 0        | 0      | 0           | 0          |
| M. Bourabia   | 8        | 1       | 1           | 0          | 1            | 0            | 0            | 0            | 9        | 1      | 1           | 0          |
| E. Capradossi | 0        | 0       | 0           | 0          | 0            | 0            | 0            | 0            | 0        | 0      | 0           | 0          |
| E. Colley     | 11       | 0       | 1           | 0          | 2            | 1            | 0            | 0            | 13       | 1      | 1           | 0          |
| L. Colombini  | 0        | 0       | 0           | 0          | 0            | 0            | 0            | 0            | 0        | 0      | 0           | 0          |
| L. Gabelli    | 0        | 0       | 0           | 0          | 0            | 0            | 0            | 0            | 0        | 0      | 0           | 0          |
| M. Erlić      | 30       | 2       | 5           | 0          | 2            | 1            | 0            | 0            | 32       | 3      | 5           | 0          |
| S. Ferrer     | 27       | 0       | 3           | 0          | 2            | 0            | 0            | 0            | 29       | 0      | 3           | 0          |
| M. Figoli     | 0        | 0       | 0           | 0          | 0            | 0            | 0            | 0            | 0        | 0      | 0           | 0          |
| E. Gyasi      | 36       | 6       | 10          | 0          | 1            | 0            | 0            | 0            | 37       | 6      | 10          | 0          |
| P. Hristov    | 17       | 1       | 3           | 0          | 2            | 0            | 0            | 0            | 19       | 1      | 3           | 0          |
| J. Kiwior     | 22       | 0       | 6           | 0          | 1            | 0            | 0            | 0            | 23       | 0      | 6           | 0          |
| V. Kovalenko  | 26       | 1       | 4           | 0          | 1            | 0            | 0            | 0            | 27       | 1      | 4           | 0          |
| T. Krapikas   | 0        | 0       | 0           | 0          | 0            | 0            | 0            | 0            | 0        | 0      | 0           | 0          |
| G. Maggiore   | 35       | 2       | 9           | 0          | 1            | 0            | 0            | 0            | 36       | 2      | 9           | 0          |
| R. Manaj      | 30       | 5       | 9           | 0          | 0            | 0            | 0            | 0            | 30       | 5      | 9           | 0          |
| S. Mráz       | 2        | 0       | 0           | 0          | 1            | 0            | 1            | 0            | 3        | 0      | 1           | 0          |
| A. Nguiamba   | 3        | 0       | 1           | 0          | 1            | 0            | 1            | 0            | 4        | 0      | 2           | 0          |
| D. Nikolaou   | 36       | 0       | 7           | 0          | 1            | 1            | 0            | 0            | 37       | 1      | 7           | 0          |
| M'B. Nzola    | 21       | 2       | 2           | 0          | 1            | 0            | 1            | 0            | 22       | 2      | 3           | 0          |
| N. Pietra     | 0        | 0       | 0           | 0          | 0            | 0            | 0            | 0            | 0        | 0      | 0           | 0          |
| S. Podgoreanu | 5        | 0       | 0           | 0          | 0            | 0            | 0            | 0            | 5        | 0      | 0           | 0          |
| I. Provedel   | 31       | -52     | 2           | 0          | 0            | 0            | 0            | 0            | 31       | -52    | 2           | 0          |
| A. Reca       | 25       | 0       | 3           | 0          | 1            | 0            | 0            | 0            | 26       | 0      | 3           | 0          |
| J. Sala       | 18       | 1       | 3           | 0          | 1            | 0            | 0            | 0            | 19       | 1      | 3           | 0          |
| E. Salcedo    | 12       | 0       | 1           | 0          | 0            | 0            | 0            | 0            | 12       | 0      | 1           | 0          |
| F. Scieuzo    | 0        | 0       | 0           | 0          | 0            | 0            | 0            | 0            | 0        | 0      | 0           | 0          |
| A. Sher       | 1        | 0       | 0           | 0          | 1            | 0            | 0            | 0            | 2        | 0      | 0           | 0          |
| L. Sena       | 0        | 0       | 0           | 0          | 0            | 0            | 0            | 0            | 0        | 0      | 0           | 0          |
| D. Strelec    | 10       | 1       | 0           | 0          | 1            | 0            | 1            | 0            | 11       | 1      | 1           | 0          |
| D. Verde      | 33       | 8       | 2           | 0          | 1            | 0            | 0            | 0            | 34       | 8      | 2           | 0          |
| L. Vignali    | 2        | 0       | 0           | 0          | 0            | 0            | 0            | 0            | 2        | 0      | 0           | 0          |
| J. Zoet       | 7        | -19     | 1           | 0          | 2            | -3           | 0            | 0            | 9        | -22    | 1           | 0          |
| P. Zovko      | 1        | -0      | 0           | 0          | 0            | 0            | 0            | 0            | 1        | 0      | 0           | 0          |